# (5925) 1994 CP1
Az (5925) 1994 CP1 a Naprendszer kisbolygóövében található aszteroida. Ueda és Kaneda fedezte fel 1994. február 5-én.